# Saison 1 de Irrationnel
 (mars 2025).
Chronologie
Saison 2
Cet article présente le guide des épisodes de la première saison de la série télévisée américaine Irrationnel.

## Synopsis
Le professeur Alec Mercer, expert en psychologie comportementale, est fasciné par l’irrationalité humaine. Il explore l’impact des biais inconscients et des émotions sur les décisions, qui vont souvent à l’encontre de la logique rationnelle. Tout au long de la saison, il met ses connaissances sur la nature humaine au service de la police et du FBI, les aidant à élucider des enquêtes complexes liées à des meurtres, des accidents et des enlèvements.

## Distribution

### Acteurs principaux
- Jesse L. Martin : Professeur Alec Mercer, expert en science du comportementL
- Maahra Hill : Agent spécial du FBI Marisa Clark, ex-femme d'Alec.
- Arash DeMaxi : Rizwan Asadi, assistant de recherche d'Alec.
- Molly Kunz : Phoebe Duncan, étudiante et assistante de recherche[2].
- Travina Springer : Kylie Mercer, petite sœur d'Alec.

## Liste des épisodes
1. Les bonnes décisions
2. Polonium 210
3. L'effet Barnum
4. Famille décomposée
5. Coup de bluff à Las Vegas
6. Une terrible erreur
7. L'art du crime
8. Terres brûlées
9. Un remède miracle
10. Course contre la bombe
11. Le prix de la loyauté

### Épisode 1:Les bonnes décisions
- Caleb Ruminer: Dylan Hayes
- Kaj-Erik Eriksen: Ray
- Sara Canning: D.A. Elise Bowen
- Teach Grant: Clay
- Dalmar Abuzeid: Alec Mercer (jeune)
- Ben Cotton: Wes Banning
- Lauren Holly: La maire

## Réception
Les réceptions furent relativement mitigé et ne convainc pas les critiques françaises ni américaines, qui regrettent un manque d’originalité. La série est jugée comme banale en reprenant un style déjà très exploité.
| IMDB               | Metacritic        | Rotten Tomatoes   | Allociné         |
| ------------------ | ----------------- | ----------------- | ---------------- |
| 7/10 (6 100 notes) | 7,5/10 (18 notes) | 47/100 (17 notes) | 3,7/5 (61 notes) |